# اوانس اوهانیانس
اوانس اوهانیانس (اوگانیانس) (ارمنی: Աւանէս Օհանեանս زاده ۱۹۰۰ – درگذشته ۱۹۶۱) کارگردان فیلم، بازیگر، فیلمنامه‌نویس و تدوینگر اهل ارمنستان-ایران بود. وی بین سال‌های ۱۹۳۰ تا ۱۹۵۹ میلادی (۱۳۳۸–۱۳۰۹) فعالیت می‌کرد.
وی نخستین کارگردان سینمای ایران و همچنین بانی نخستین مدرسه بازیگری در ایران است.

## زندگی

### آغاز زندگی
اوانس اوهانیانس (اوگانیانس) در سال ۱۹۰۰ (۱۲۷۹) یا ۱۹۰۱ (۱۲۸۰) در عشق‌آباد، ترکمنستان و به روایتی در مشهد زاده شد. وی به نام اوانس اوهانیان هم شناخته و سرشناس است که البته تلفظ درست نام او را بهتر نشان می‌دهد.

### تحصیلات
اوگانیانس در اسناد معدودی که باقی گذاشته خود را فارغ‌التحصیل دانشکدهٔ تجارت در تاشکند (۱۹۱۹)، حقوق در عشق‌آباد (۱۹۲۰)، آموزشکده فیلم مسکو (۲۸–۱۹۲۵)، دکترای سینما (۱۹۳۲)، دکترای علوم (۱۹۴۱) و دکترای طب (۱۹۵۳) معرفی کرده است.

## فعالیت‌های هنری
اوگانیانس دست کم از سال ۱۹۲۵–۱۹۲۹ (۱۳۰۴ تا ۱۳۰۸ خورشیدی)، یعنی یکی از دوره‌های شکوفای سینمای شوروی در ترکمنستان، تاشکند و مسکو بود، و احتمالاً فیلم‌های مهم دورهٔ ۳۰–۱۹۲۵ شوروی را دیده است. آوانس اوگانیانس در سال ۱۹۲۹ (۱۳۰۸) هنگامی که وارد ایران شد حتی زبان فارسی را نمی‌دانست. اما به لطف استعداد شگرفش در مدتی بسیار کوتاه فارسی را آموخت.

### مدرسه آرتیستی سینما
وی برای تأسیس «مدرسهٔ آرتیستی سینما» تلاش کرد. او پس از جلب موافقت سعید نفیسی، عباس مسعودی، علی وکیلی و چند تن دیگر برای همکاری در ۲۴ فروردین ۱۳۰۹ طی اعلانی از متقاضیان هنرپیشگی خواست که همه روزه جهت ثبت نام به دفتر مدرسه (واقع در خیابان علاءالدوله) مراجعه کنند.
رئوس «پروگرام» پنج ماههٔ مدرسهٔ هنرپیشگی برای دانش‌آموزان و علاقه‌مندان پیگیر بدین قرار اعلام شد: «۱) صنعت آکتری، مطابق آخرین سیستم آمریکا، ۲) عکاسی، ۳) تکنیک سینما، ۴) آکروباتیک، ۵) ورزش سوئدی، ۶) بوکس، ۷) شمشیربازی، ۸) بالت، ۹) رقص شرقی، ۱۰) رقص اروپایی و شنا که به توسط اشخاص بصیر و متخصص تعلیم داده می‌شود.»
نخستین فارغ‌التحصیلان «مدرسهٔ آرتیستی» در ۱۹۳۰ (دی ۱۳۰۹) معرفی شدند،
دوره اول مدرسه آرتیستی سینما با پشتکار اوگانیانس شکل گرفته به انجام می‌رسد و پس از گذشت نزدیک به چهار ماه طی آیینی با دعوت از نمایندگان مجلس و جراید و محترمین نتیجه کوشش و فعالیتش را با به نمایش گذاشتن حرکات ورزشی و انجام نمایش توسط هنرآموزانش به معرض دید و تماشا می‌گذارد.

### آبی و رابی
آبی و رابی نخستین فیلم سینمای ایران با ژانر کمدی است که در سال ۱۹۳۰ (۱۳۰۹) توسط اوانس اوهانیانس ساخته شد و در روز جمعه ۱۲ دی ۱۳۰۹، ساعت ۲ بعد از ظهر در سینما مایاک به نمایش درآمد. داستان دو شخصیت به نام‌های آبی (محمدخان ضرابی) و رابی (غلامعلی خان سهرابی فرد) است. آبی هنگامی که آب می‌نوشد، شکم رابی باد می‌کند. رابی زیر بوم غلطانی دراز می‌کشد و آبی با پتک بر سر او می‌زند و رابی پهن و کوتاه می‌شود. در رستوران لقانطه، آبی و رابی سفارش مرغ می‌دهند و وقتی قصد خوردن آن را دارند، آن مرغ به پرواز در می‌آید و …
اما هیچ نسخه‌ای از آن به‌دلیل آتش‌سوزی سینما مایاک در ۱۹۳۲ (۱۳۱۱) موجود نیست.

### حاجی آقا آکتور سینما
حاجی آقا آکتور سینما، فیلمی کمدی و صامت (در هشت پرده و با میان‌نویس فارسی، روسی و فرانسه) بود و در ۱۱ بهمن ۱۳۱۲ در سینما روایال (رویال) تهران نمایش داده شد اما به سبب ضعف صناعتی با اقبال عمومی مواجه نشد. تنها نسخه منحصربه‌فرد این فیلم در فیلمخانه ملی ایران نگه‌داری می‌شود.

## فعالیت‌های اواخر عمر
در سال ۱۹۵۴ (۱۳۳۳) تصمیم به فعالیت مجدد در سینما گرفت که ناکام ماند. حاصل این فعالیت فیلمی بود با نام سوار سفید که ناتمام ماند در سال ۱۳۳۸ فیلمنامه‌ای نوشت با عنوان کودتای ۱۲۹۹ که نتوانست آن را تبدیل به فیلم کند.

## درگذشت

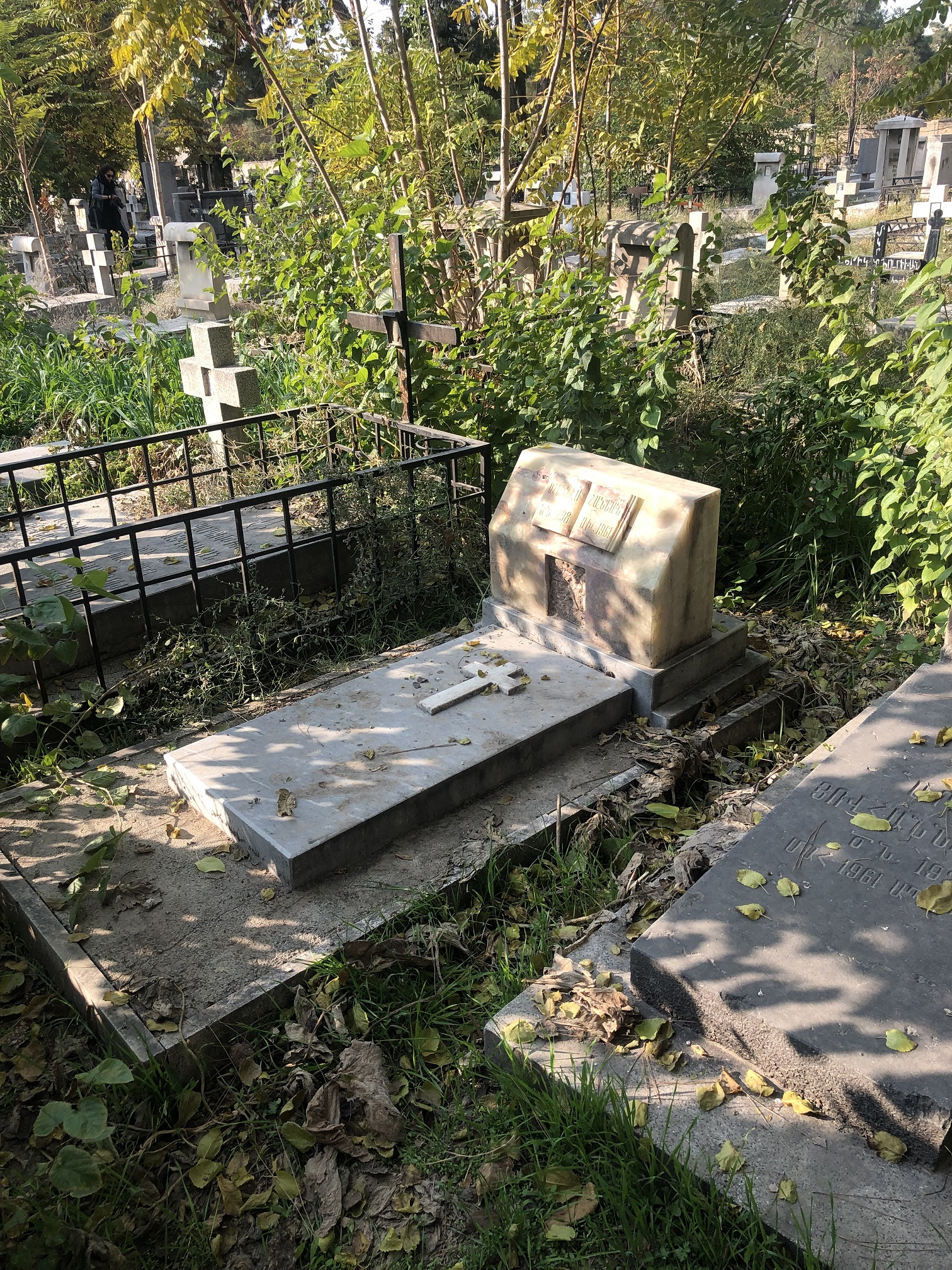
مقبره اوهانیانس در دولاب تهران. سنگ قبر اصلی وی به نشانه یادبود به باغ فردوس منتقل شده است.

اوهانیانس در سال ۱۹۶۱ (۱۳۴۰) در سن شصت و یک سالگی در تهران به گمنامی درگذشت و در گورستان دولاب (قبرستان قدیم ارامنه) تهران به خاک سپرده شد. پس از مرگ نه فقط از او یادی نشد، بلکه به درستی دانسته نشد که او کیست و در طول حیاتش چه کارهایی کرده است.

## تأثیرات
در تاریخ سینمای ایران از وی به عنوان نخستین فیلمنامه‌نویس، کارگردان، تدوینگر و مؤسس مدرسه هنرپیشگی یاد شده است.

## فیلم‌شناسی
| عنوان                       | سال  | کارگردان | نویسنده | بازیگر | تهیه‌کننده | یادداشت                                                 |
| --------------------------- | ---- | -------- | ------- | ------ | --------- | ------------------------------------------------------- |
| آبی و رابی (صامت)           | ۱۳۰۹ | آری      | آری     | ؟      |           | نخستین فیلم صامت ایرانی، نخستین فیلم تاریخ سینمای ایران |
| حاجی آقا آکتور سینما (صامت) | ۱۳۱۲ | آری      | آری     | آری    | ؟         | دومین فیلم تاریخ سینمای ایران                           |
| سوار سفید                   | ۱۳۳۳ |          | آری     | آری    |           | ناتمام                                                  |
| کودتای ۱۲۹۹                 | ۱۳۳۸ |          | آری     |        |           | ساخته نشد                                               |

## نگارخانه

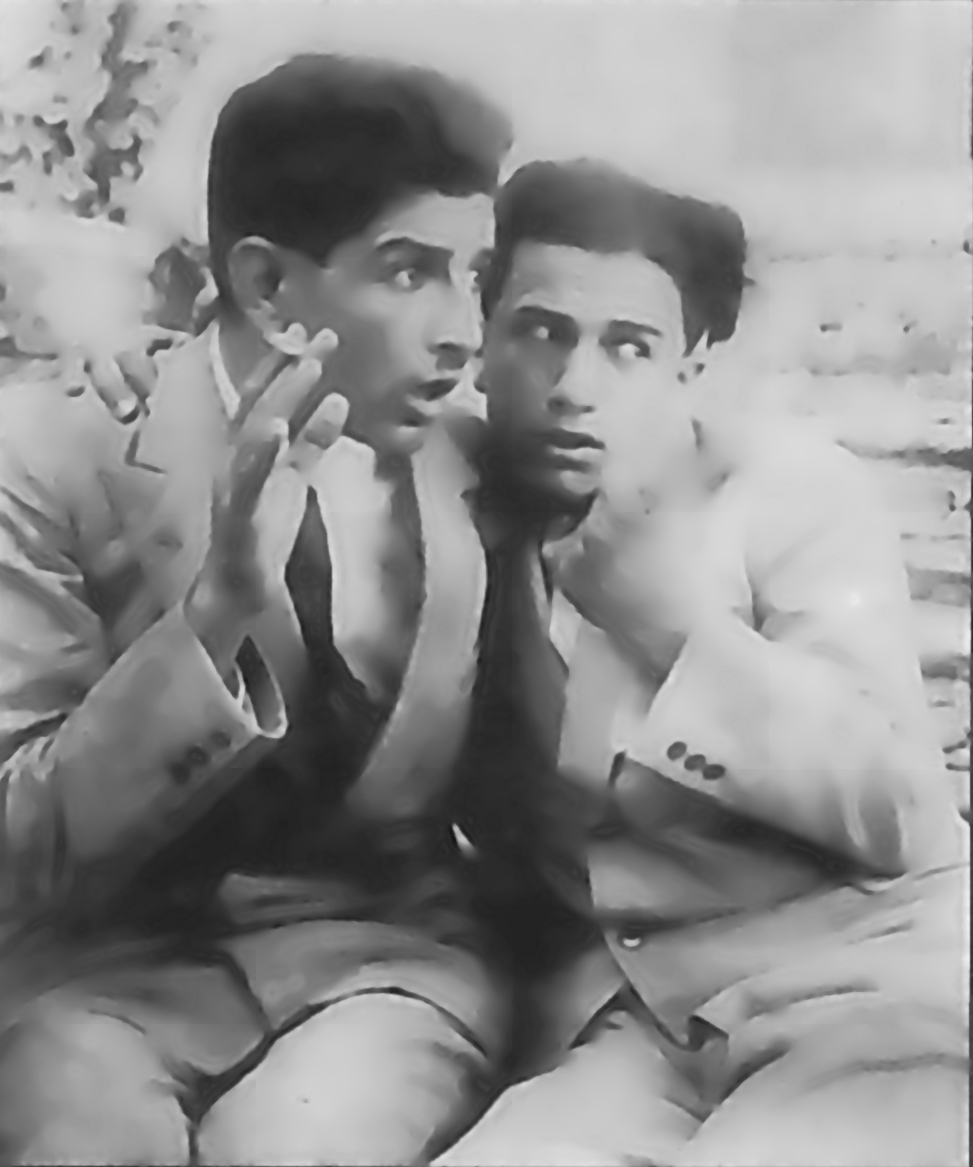
غلامعلی سهرابی و محمد ضرابی در آبی و رابی
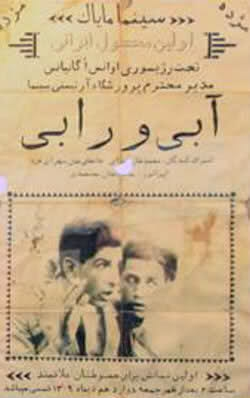
آسیا قسطانیان در صحنه‌ای از فیلم حاجی آقا آکتور سینما
اوانس اوگانیانس به همراه خانواده‌اش
فیلم حاجی آقا آکتور سینما
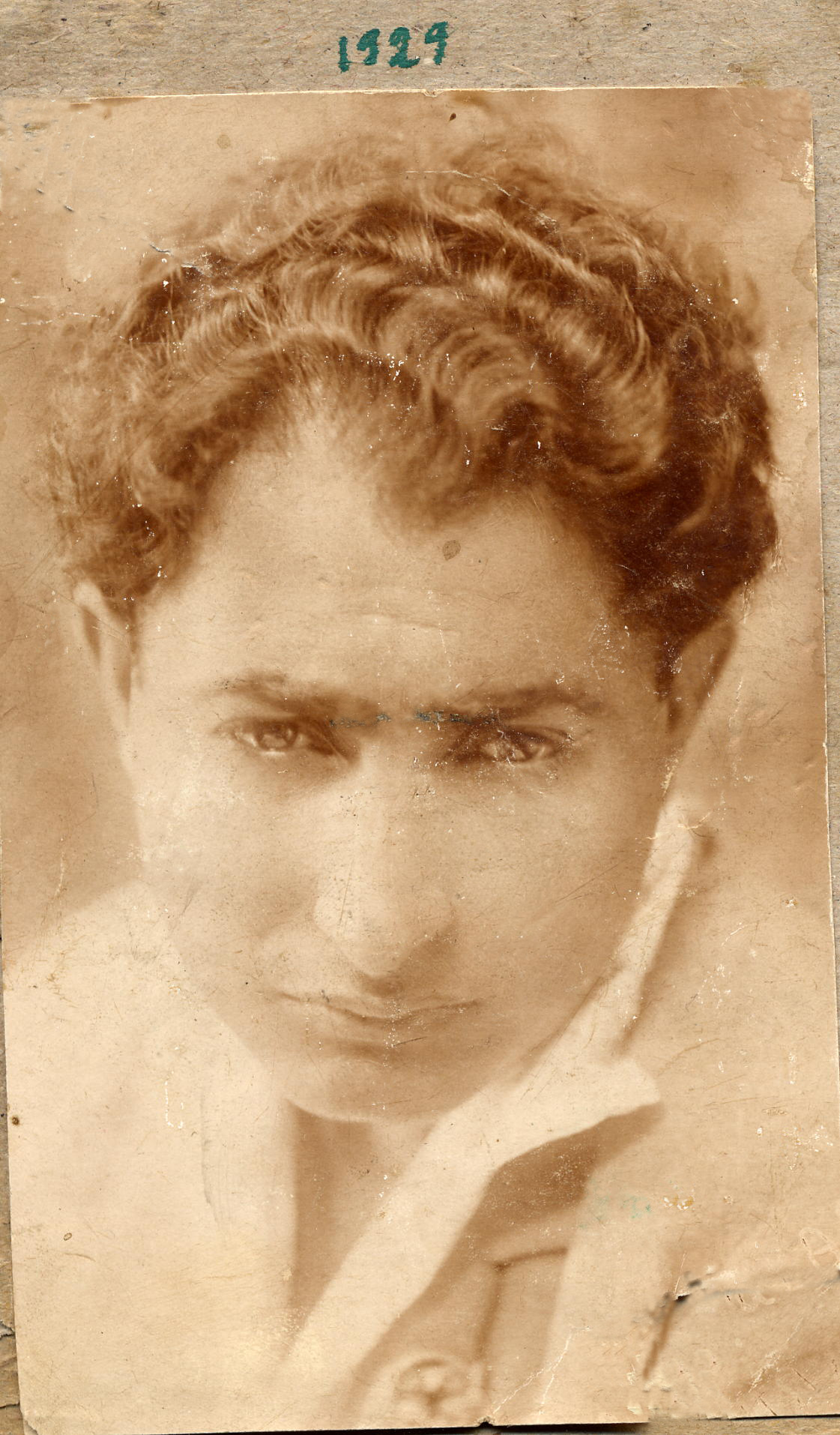
آوانس اوگانیانس در جوانی